# Nilisaari (ö i Norra Lappland, lat 68,66, long 28,01)
Nilisaari, nordsamiska: Njollâsuálui, är en ö i Finland. Den ligger i sjön Nangujärvi och i kommunen Enare i den ekonomiska regionen Norra Lappland och landskapet Lappland, i den norra delen av landet, 1 000 km norr om huvudstaden Helsingfors. Öns area är 15,2 hektar och dess största längd är 0,7 kilometer i sydväst-nordöstlig riktning.